# Saint-Aignan, Loir-et-Cher

Saint-Aignan este o comună în departamentul Loir-et-Cher, Franța. În 1 ianuarie 2022 avea o populație de 2.826 de locuitori.